# The Lords of Salem
The Lords of Salem ist ein US-amerikanischer Horrorfilm aus dem Jahr 2012. Regie führte der Regisseur und Musiker Rob Zombie, der ebenfalls das Drehbuch schrieb.

## Handlung
Heidi, eine ehemals drogenabhängige, arbeitet zusammen mit ihren Kollegen Whitey und Herman als DJ eines Hardrock-Senders. Eines Tages erhält sie eine Holzkiste mit einem Album der Band „The Lords“. Zuhause hört sie sich mit Whitey das Album an. Dabei hat sie Visionen von Frauen in ungewisser Vergangenheit, die in einem Ritual Satan anbeten und die Geburt eines Kindes feiern. Als Whitey die Musik ausschaltet, bricht die Vision ab.
Am nächsten Tag interviewt Heidi Francis Matthias, der sein Buch über die Hexenprozesse von Salem vorstellt. Der Sender spielt dann das Lords-Album, das alle Frauen Salems in Trance versetzt. Abends sitzt Heidi noch mit ihrer Vermieterin Lacy sowie deren Schwestern Sonny und Megan bei einer Flasche Wein zusammen. Megan liest aus Heidis Hand, dass es ihr Schicksal sei, ihren dunkelsten sexuellen Wünschen zu erliegen. Verstört verlässt Heidi die Party. Später betritt sie das scheinbar leere Nachbarappartement 5 und durchlebt Visionen von einem Dämon und einer Hexe.
Beunruhigt besucht Heidi eine Kirche und schläft dort ein. Sie träumt, dass sie von der Priesterin angegriffen wird. Heidi flieht aus der Kirche und begegnet einem Geist, der ihr sagt, dass er auf sie gewartet hat. Inzwischen forscht Matthias nach den Lords. Er entdeckt Noten in einem Buch und bittet seine Frau, diese auf ihrem Klavier zu spielen, und merkt, dass diese mit dem Album identisch sind. Matthias findet den Autor, der ihm sagt, dass im siebzehnten Jahrhundert ein Reverend Hawthorne (Andrew Prine) einen Hexenzirkel von Satan-Verehrern der Schaffung der Musik anklagte, um die Frauen von Salem zu kontrollieren. Infolgedessen hatte Hawthorne die Frauen hinrichten lassen. Während der Hinrichtung verflucht die Anführerin Margaret Morgan Salems Frauen und Hawthornes Nachkommen: Seine Blutlinie werde „das Schiff, durch das das Teufelskind auf die Erde kommen werde“. Weitere Nachforschungen ergeben, dass Heidi ein Nachkomme Hawthornes ist.
Heidis Sender gibt indessen bekannt, Tickets für das kommende Konzert der Lords of Salem zu verlosen, und spielt erneut das Lords-Album, weshalb Heidi erneut verstörende Visionen hat. Sie verbringt die Nacht in Whiteys Haus, erwacht aber in ihrer eigenen Wohnung. Heidi beginnt wieder Drogen zu nehmen. Unter dem Einfluss von Drogen bringen Lacy, Sonny und Megan Heidi in Appartement 5. Dieses erscheint nun als großes Opernhaus mit einem Dämon auf einem Thron oberhalb einer Treppe. Sie nähert sich ihm, während er schreit und sie mit tentakelartigen Gliedmaßen umarmt. Später findet sie ihren Weg zurück in ihr Schlafzimmer.
Am nächsten Tag versucht Matthias, Heidi die Wahrheit über die Lords und ihre Geschichte zu erzählen, aber Lacy und ihre Schwestern töten ihn. Heidi hört den Mord, unternimmt aber nichts. Später, auf dem Konzert, treffen Heidi, Lacy, Sonny, Megan und die Geister von Margaret und ihrem Hexenzirkel zu einem satanischen Ritual zusammen. Die Musik der Lords lässt die weiblichen Zuschauer ihre Kleidung ablegen. Inmitten von surrealen Visionen gebiert Heidi ein seltsames Geschöpf, das einem Panzerkrebs ähnlich sieht, auf den Körpern der nackten Zuschauer. Am nächsten Tag berichtet Heidis Sender über einen Massenselbstmord bei einem Rockkonzert sowie das Verschwinden von Heidi.

## Synchronisation
| Rolle                    | Darsteller           | Sprecher              |
| ------------------------ | -------------------- | --------------------- |
| Heidi Hawthorne          | Sheri Moon Zombie    | Katrin Zimmermann     |
| A. J. Kennedy            | Richard Fancy        | Thomas Kästner        |
| Francis Matthias         | Bruce Davison        | Bodo Wolf             |
| Herman „Whitey“ Salvador | Jeff Daniel Phillips | Dennis Schmidt-Foß    |
| Herman Jackson           | Ken Foree            | Tilo Schmitz          |
| Lacy Doyle               | Judy Geeson          | Katarina Tomaschewsky |
| Megan Doyle              | Patricia Quinn       | Karin Buchholz        |
| Sonny Doyle              | Dee Wallace          | Monica Bielenstein    |
| Hexe                     | uncredited           | Eva-Maria Werth       |

## Auszeichnungen
Der Film gewann 2013 bei den Fright Meter Awards den Preis für den Besten Score und war für die beste Kamera nominiert.